# Taraxacum macilentum
Taraxacum macilentum là một loài thực vật có hoa trong họ Cúc. Loài này được Dahlst. miêu tả khoa học đầu tiên năm 1906.